# 姫路神社 (姫路市)

姫路藩（酒井家）第2代藩主、酒井忠以（宗雅）の胸像

寸翁神社（左奥）と河合道臣の胸像

姫路神社（ひめじじんじゃ）は、兵庫県姫路市に鎮座する藩祖を祀った神社のひとつ。

## 概要
祭神は、姫路藩の後半を統治した酒井家に縁のある酒井正親と姫路藩酒井家歴代藩主。旧社格は県社。姫路城のある姫山公園に立地し、天守閣からは鬼門である艮の方角に当たる。境内には桜が多く、春には花見客で賑わう。神前結婚式も取り扱っている。

## 歴史
明治4年7月14日（1871年8月29日）の廃藩置県に伴い、10代120年余りに亘って姫路藩を治めてきた酒井家は、東京へ移住することとなった。旧藩臣・旧領民らは酒井家への思慕の念から明治12年（1879年）1月、酒井家遠祖の新田義貞の裔、酒井正親を祀る神社を神東郡姫路本町50・51・52番地に創建した。これが姫路神社の起こりである。明治17年（1884年）には県社に列せられている。
旧社域は民家に隣接し狭隘だったため、大正14年（1925年）11月、現在地に当たる姫路城内の官有地1974坪余を大蔵省から買い受け社殿を新築し、昭和2年（1927年）6月に遷座した。昭和36年（1961年）10月には酒井家歴代藩主を合祀している。

## 主な祭礼
- 追儺式 - 境内社、岩倉稲荷神社の祭礼。2月3日挙行。

## 境内社
- 岩倉稲荷神社 - 倉稲魂大神を祀る。大正14年、姫路市坊主町から遷座。
- 寸翁神社 - 姫路藩の財政再建・経済発展に尽力した同藩家老、河合道臣（寸翁）を祀る。昭和32年、姫路市内商工人の奉賛により社殿が設けられた。鳥居の横には寸翁の胸像がある。

両社とも、本殿の西側に鎮座する。

## 周辺
- 姫路城
- 姫路市立美術館
- 姫路市立動物園
- 淳心学院中高等学校
- 兵庫縣姫路護國神社
- 姫路郵便局

## 交通アクセス
- JR姫路駅及び山陽電鉄山陽姫路駅から北へ1.5km
- 神姫バス 姫山公園南バス停下車